# Ипатия (лунный кратер)
Кратер Ипатия (лат. Hypatia) — крупный ударный кратер на северо-западном побережье Залива Суровости на видимой стороне Луны. Название присвоено в честь учёной греческого происхождения, философа, математика, астронома Гипатии (Ипатии) Александрийской (370(?)—415); утверждено Международным астрономическим союзом в 1935 г.

## Описание кратера

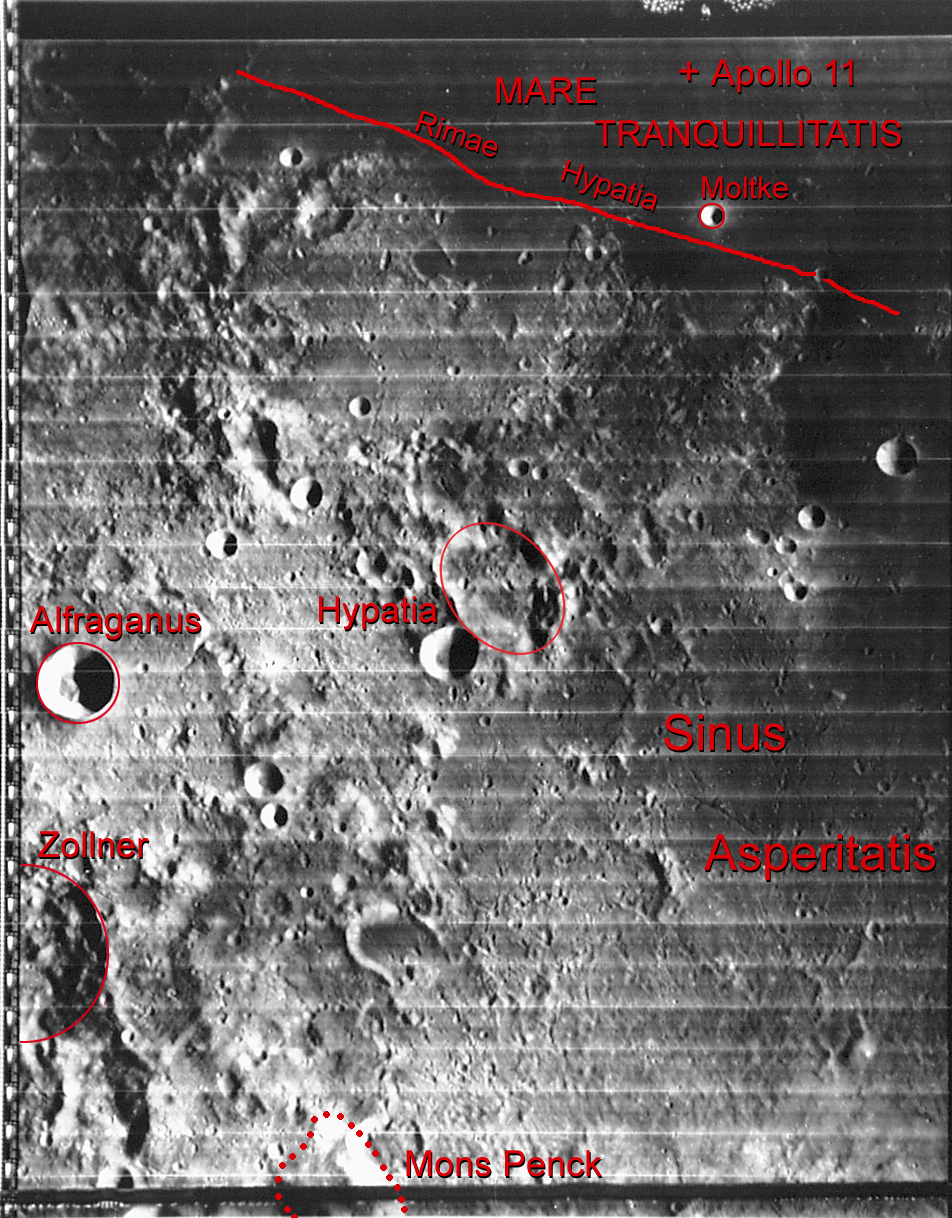
Окрестности кратера Ипатия. Снимок зонда Lunar Orbiter - IV.

Ближайшими соседями кратера являются кратер Деламбр на западе-северо-западе; кратер Мольтке на севере-северо-востоке; кратер Торричелли на востоке; кратер Теофил на юго-востоке; кратер Цельнер на юго-западе и кратер Аль-Фергани на западе-юго-западе. На севере от кратера находятся борозды Ипатии, на юго-востоке Море Нектара. Селенографические координаты центра кратера 4°15′ ю. ш. 22°35′ в. д. / 4,25° ю. ш. 22,58° в. д., диаметр 38,8 км, глубина 1,5 км.
Кратер Ипатия имеет сложную вытянутую полигональную форму ориентированную в направлении северо-запад – юго-восток, возможно образован объединением нескольких кратеров и практически полностью разрушен. Вал сглажен, во многих местах прорезан широкими ущельями, наиболее сохранился в северо-западной части где его кромка имеет острую форму. В юго-западной части к кратеру примыкает сателлитный кратер Ипатия A (см. ниже). Дно чаши пересеченное, отмечено множеством холмов и мелких кратеров.

## Сателлитные кратеры
| Ипатия | Координаты                                          | Диаметр, км |
| ------ | --------------------------------------------------- | ----------- |
| A      | 4°54′ ю. ш. 22°13′ в. д. / 4,9° ю. ш. 22,22° в. д.  | 15,1        |
| B      | 4°41′ ю. ш. 21°19′ в. д. / 4,69° ю. ш. 21,32° в. д. | 4,1         |
| C      | 0°53′ ю. ш. 20°46′ в. д. / 0,88° ю. ш. 20,76° в. д. | 14,8        |
| D      | 3°09′ ю. ш. 22°41′ в. д. / 3,15° ю. ш. 22,68° в. д. | 5,4         |
| E      | 0°21′ ю. ш. 20°25′ в. д. / 0,35° ю. ш. 20,42° в. д. | 5,7         |
| F      | 4°08′ ю. ш. 21°28′ в. д. / 4,14° ю. ш. 21,47° в. д. | 8,2         |
| G      | 2°41′ ю. ш. 22°58′ в. д. / 2,68° ю. ш. 22,96° в. д. | 4,8         |
| H      | 4°29′ ю. ш. 24°04′ в. д. / 4,48° ю. ш. 24,06° в. д. | 5,2         |
| M      | 5°17′ ю. ш. 23°25′ в. д. / 5,28° ю. ш. 23,41° в. д. | 28,5        |
| R      | 2°01′ ю. ш. 21°15′ в. д. / 2,01° ю. ш. 21,25° в. д. | 3,1         |

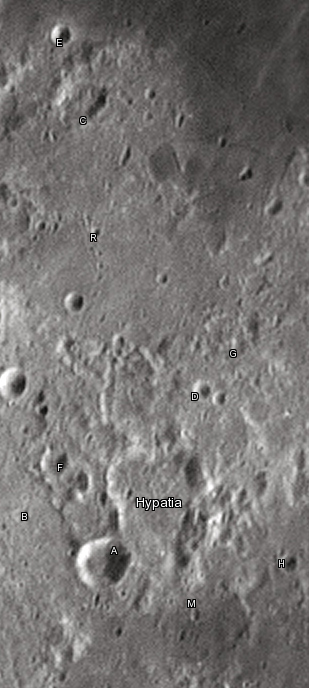
Снимок Девида Кемпбелла.

- Сателлитный кратер Ипатия F включен в список кратеров с яркой системой лучей Ассоциации лунной и планетарной астрономии (ALPO)[4].
- В сателлитном кратере Ипатия A зарегистрированы температурные аномалии во время затмений. Объясняется это тем, что подобные кратеры имеют небольшой возраст и скалы не успели покрыться реголитом, оказывающим термоизолирующее действие.

## См.также
- Список кратеров на Луне
- Лунный кратер
- Морфологический каталог кратеров Луны
- Планетная номенклатура
- Селенография
- Минералогия Луны
- Геология Луны
- Поздняя тяжёлая бомбардировка